# Lucasioides tokyoensis
Lucasioides tokyoensis là một loài chân đều trong họ Trachelipodidae. Loài này được Nunumura miêu tả khoa học năm 2000.